# Antanas Abrutis
Antanas Abrutis, pseudonim Szalony (ur. 5 lipca 1969) – litewski strongman.
Jeden z najlepszych litewskich siłaczy. Mistrz Litwy Strongman w roku 2001.

## Życiorys
Antanas Abrutis wziął udział w Mistrzostwach Europy Strongman 2007 rozgrywanych w Łodzi, jednak nie zakwalifikował się do finału.
Mieszka w Możejkach na Litwie.
Rekordy życiowe:
- przysiad 370 kg
- wyciskanie 230 kg
- martwy ciąg 350 kg

## Osiągnięcia strongman
- 1999
  - 3. miejsce – Mistrzostwa Litwy Strongman
- 2000
  - 3. miejsce – Mistrzostwa Litwy Strongman
- 2001
  - 1. miejsce – Mistrzostwa Litwy Strongman
- 2005
  - 3. miejsce – Puchar Świata Siłaczy 2005: Mińsk
  - 1. miejsce – Puchar Świata Siłaczy 2005: Wexford
  - 12. miejsce – Puchar Świata Siłaczy 2005: Yorkshire (kontuzjowany)
  - 9. miejsce – Puchar Świata Siłaczy 2005: Denver
  - 7. miejsce – Puchar Świata Siłaczy 2005: Bad Häring
  - 12. miejsce – Puchar Świata Siłaczy 2005: Ladysmith (kontuzjowany)
- 2006
  - 7. miejsce – Puchar Świata Siłaczy 2006: Ryga
  - 4. miejsce – Puchar Świata Siłaczy 2006: Mińsk
  - 6. miejsce – Puchar Świata Siłaczy 2006: Fürstenfeldbruck
  - 7. miejsce – Puchar Świata Siłaczy 2006: Moskwa
  - 4. miejsce – Puchar Świata Siłaczy 2006: Wiedeń
- 2007
  - 6. miejsce – Puchar Świata Siłaczy 2007: Ryga
  - 4. miejsce – Drużynowe Mistrzostwa Świata Strongman 2007
- 2008
  - 9. miejsce – WSF Puchar Świata 2008: Irkuck
- 2009
  - 3. miejsce – Drużynowe Mistrzostwa Litwy Strongman[3]
  - 5. miejsce – Mistrzostwa Litwy Strongman